# Feta
La feta (in greco moderno: φέτα, feta) (in Albanese: Djathë i bardhë) è un formaggio tradizionale Epirota, a pasta semidura ma friabile, bianchissimo e piuttosto salato (rimane a maturare in salamoia per un periodo che varia da due a tre mesi in una temperatura di 2-4 °C). È un tipo di formaggio thermiotico.

## Origini e storia

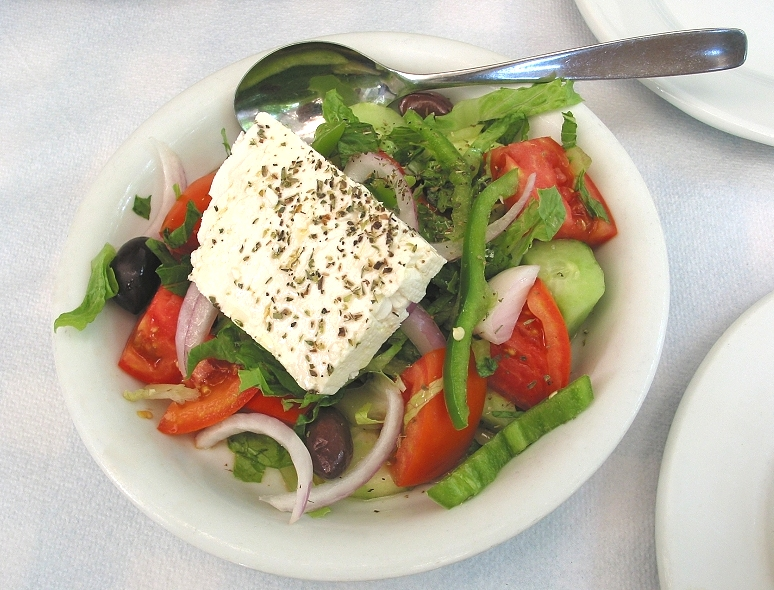
Esempio di utilizzo della feta nell'insalata greca

L'origine del nome, risalente al XVII secolo, si deve al termine 'fetta', che in Greco indica il taglio della cagliata; altre fonti indicano invece la forma del taglio sul vassoio..
Si tratta di un prodotto molto antico, risalente fin all'età omerica (VIII secolo a.C.) ed oltre, comparendo anche nell'Odissea, nel IX libro.

## Processo di produzione
Tradizionalmente ottenuto con latte di pecora, caglio e acqua di salamoia. Può contenere una percentuale di latte di capra fino al 30%.

## Zone di produzione
Nell'ottobre 2002, la feta è stata riconosciuta come prodotto DOP. Questo significa che il nome Feta non può essere usato da formaggi simili, prodotti in tutta l'Unione europea, al di fuori della Grecia, o con modalità diverse.

## Uso culinario
Oltre a essere l'ingrediente che caratterizza la famosa insalata greca (feta, pomodori, cetrioli, cipolla, peperoni, origano e olive nere), fa parte dei tipici stuzzichini offerti, all'ora dell'aperitivo (mezedes), insieme con l'ouzo.